# Veliko Vojlovce
Veliko Vojlovce (en serbe cyrillique : Велико Војловце) est un village de Serbie situé dans la municipalité de Lebane, district de Jablanica. Au recensement de 2011, il comptait 298 habitants.

## Démographie

### Évolution historique de la population
| 1948 | 1953 | 1961 | 1971 | 1981 | 1991 | 2002 | 2011 |
| ---- | ---- | ---- | ---- | ---- | ---- | ---- | ---- |
| 438  | 452  | 458  | 440  | 425  | 375  | 358  | 298  |

|  |